# Sheraton Grand London Park Lane Hotel
Ne doit pas être confondu avec London Hilton on Park Lane Hotel.
Le Sheraton Grand London Park Lane est un hôtel 5 étoiles situé à Piccadilly, au centre de Londres.

## Description
L’hôtel a ouvert ses portes en 1927 sous le nom de Park Lane Hotel  dans un style Art Déco, et a été construit par le promoteur Sir Bracewell Smith. CW Stephens, qui a conçu Harrods, a été l’architecte d’origine, mais les travaux s’étaient arrêtés au début de la Première Guerre mondiale et Stephens est décédé en 1917 . Le bâtiment est un bon exemple avec un toit en mansarde et une façade en pierre de Portland. Le bâtiment est classé Grade II et dispose de 303 chambres réparties sur huit étages avec la façade donnant sur Green Park en direction de Buckingham Palace.
L’hôtel a été acheté par ITT Sheraton en avril 1996 pour 70 millions de dollars. ITT Sheraton a été acheté par les hôtels Starwood en 1998. Starwood a cédé son bail sur l'hôtel à Settled Estates de Sir Richard Sutton en 2014  mais continue d'exploiter la propriété dans le cadre d'un contrat de gestion à long terme. Bien que l'hôtel soit devenu un établissement Sheraton à partir de 1996, il n'a pas commencé à utiliser le nom Sheraton depuis vingt ans, et ce jusqu'au 19 juillet 2016  lorsqu'il a été renommé Sheraton Grand London Park Lane à l'issue d'une rénovation majeure.

Les films The End of The Affair, The Winds of War et The Golden Compass figurent dans cet hôtel. 

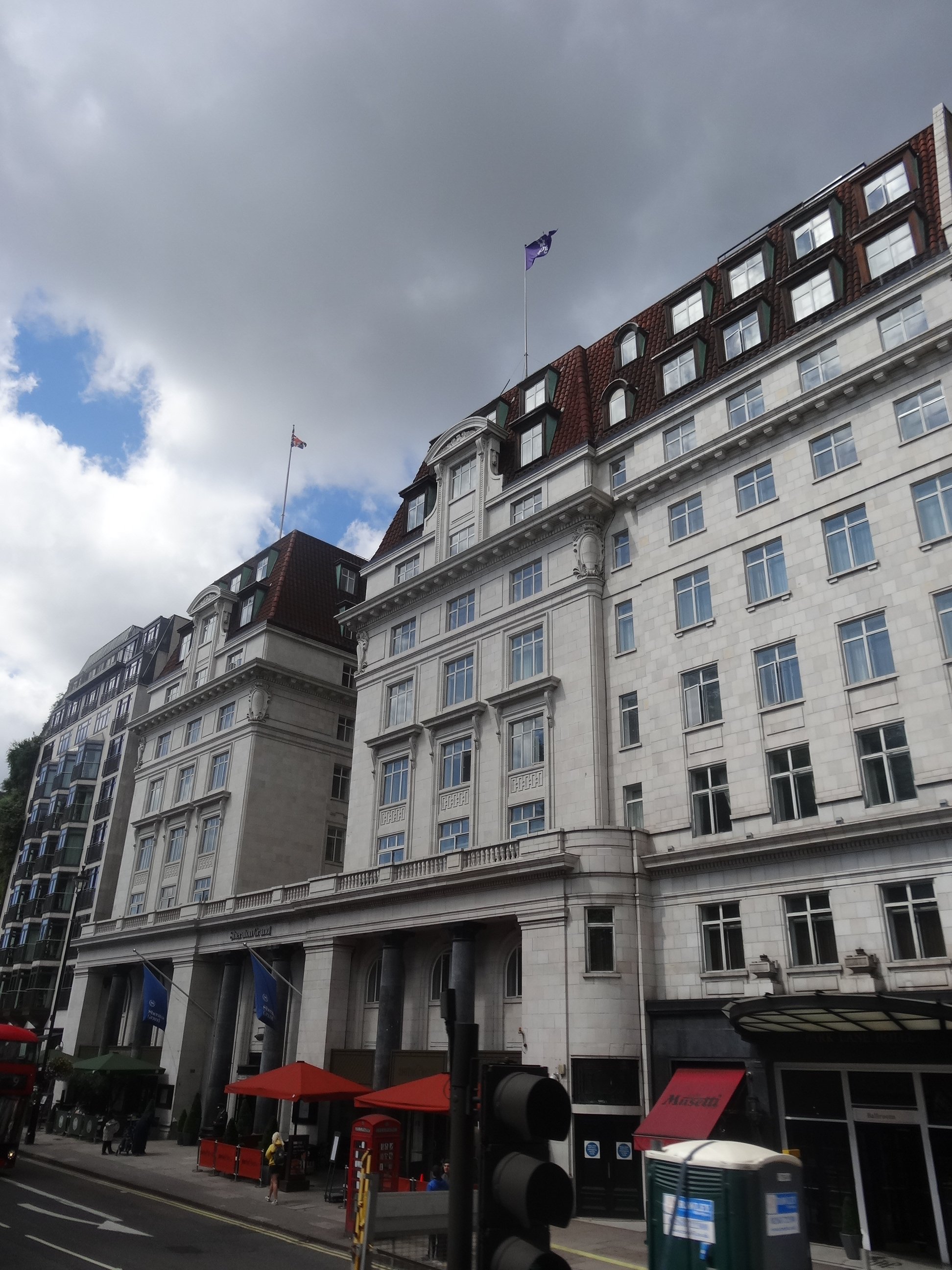